# Fernoël
Fernoël é uma comuna francesa na região administrativa de Auvérnia-Ródano-Alpes, no departamento Puy-de-Dôme. Estende-se por uma área de 14,15 km². Em 2010 a comuna tinha 132 habitantes (densidade: 9,3 hab./km²).